# Papiro 59
El Papiro 59 (en la numeración Gregory-Aland) designado como {\displaystyle {\mathfrak {P}}}59, es una copia antigua de una parte del Nuevo Testamento en griego. Es un manuscrito en papiro del Evangelio de Juan y contiene la parte de Juan 1:26.28.48.51; 2:15-16; 11:40-52; 12:25.29.31.35; 17:24-26; 18:1-2.16-17.22; 21:7.12-13.15.17-20.23. Ha sido asignado paleográficamente al siglo VII.
El texto griego de este códice es mixto. Kurt Aland la designó a la Categoría III de los manuscritos del Nuevo Testamento.
Este documento se encuentra en la Biblioteca Pierpont Morgan (J. Pierpont Morgan Library) (P. Colt 3) en Nueva York.